# Bandeira de Blumenau
A bandeira do município de Blumenau foi criada em 20 de novembro de 1964, pela Lei no 1.287. Possui três listras brancas e quatro listras vermelhas ao fundo, e o Brasão de Blumenau no centro, com uma esfera amarela atrás.

## Significado
As listras brancas, amarelas e vermelhas significam as cores das fitas e laços que algumas mulheres blumenauenses enfeitaram a bandeira do Império do Brasil em 1865, aos 56 voluntários da pátria vindos de Blumenau que foram lutar na Guerra do Paraguai.